# Tp15
Tp15 – polskie oznaczenie PKP austriackiego parowozu towarowego serii kkStB 73 o układzie osi D. Parowóz wykorzystywał parę nasyconą i silnik bliźniaczy (układ Dn2). Budowano je w latach 1885–1909, w kilku fabrykach. Ponad połowa została po I wojnie światowej przyznana Polsce – w okresie międzywojennym na PKP pracowało do 233 maszyn tej serii.

## Historia
Lokomotywa serii 73 została skonstruowana w 1885 roku w austriackiej fabryce lokomotyw Floridsdorf jako rozwinięcie konstrukcji wcześniejszych słabszych lokomotyw o układzie osi D serii 72 i 77. Do ich budowy przystąpiły jeszcze w tym samym roku fabryki Wiener Neustadt i Krauss w Linzu, w 1866 – fabryka StEG, a w 1900 jeszcze czeska fabryka BMM. Ogółem zbudowano 453 lokomotywy tej serii, w latach 1885–1909, które otrzymały numery austriackich kolei państwowych kkStB od 73.001 do 73.454 (bez numeru 300).
Pierwsze 4 lokomotywy wykonano dla Kolei Arcyksięcia Albrechta, następne dla austriackich kolei państwowych kkStB (większość zbudowanych) i innych kolei prywatnych. Jeszcze w 1885 roku 13 sztuk zamówiła Galicyjska Kolej Transwersalna.
Lokomotywa serii 73 była udaną konstrukcją, dobrze spisującą się w terenach górzystych. Była to najbardziej rozpowszechniona seria lokomotyw towarowych kolei austriackich do czasu wprowadzenia lokomotyw serii 170.

## Służba po I wojnie światowej
W czasie I wojny światowej utracono 11 lokomotyw. Po wojnie, lokomotywy serii 73 zostały rozdzielone pomiędzy inne państwa. Ponad połowa została przyznana Polsce – w okresie międzywojennym na PKP pracowało do 233 maszyn tej serii, z których 219 otrzymało nowe numery serii Tp15 (od Tp15-1 do Tp15-219). Była to przez to jedna z liczniejszych serii parowozów w Polsce i najpopularniejszych w lekkim ruchu towarowym, a następnie manewrowym. Podczas wojny polsko-radzieckiej, w latach 1919–1920 kilka lub nawet kilkanaście z nich zostało opancerzonych w Nowym Sączu, Lwowie lub Krakowie i użytych w składzie polskich pociągów pancernych (były one jedynymi z podstawowych typów polskich lokomotyw pancernych w tym okresie).
Po II wojnie światowej na PKP powróciło jedynie 26 parowozów, które były używane do 1957 roku.
Druga co do wielkości grupa 119 lokomotyw serii 73 została przyznana Czechosłowacji, gdzie pracowały jako seria 414.0. Pozostałe po wojnie lokomotywy były używane w Czechosłowacji do 1966 roku.
Jedynie 44 lokomotywy w okresie międzywojennym pozostały w Austrii, ponadto 17 trafiło do Rumunii i 4 do Jugosławii.
Część lokomotyw polskich, czechosłowackich i austriackich została przed II wojną światową i w jej trakcie zagarnięta przez Niemcy i wcielona do służby jako seria 5557-58 (m.in. 75 lokomotyw czechosłowackich).
Do czasów obecnych zachowały się lokomotywy: 73.79 w Austrii (Wiedeń), czechosłowacka 414.096 w Czechach (Česke Velenice) i jugosłowiańska 133-005 w Słowenii (Lublana).

## Opis
Parowóz towarowy o układzie osi D, z dwucylindrowym silnikiem bliźniaczym pracującym na parę nasyconą (Dn2). Charakterystyczną sylwetkę nadawał parowozowi komin z odiskiernikiem Rihoseka, umieszczony tuż za nim wysoki dzwonowaty zbieralnik pary z dwoma dźwigniowymi sprężynowymi zaworami bezpieczeństwa i dalej siodlasta piasecznica. Charakterystyczne były również osłony przewodów doprowadzających parę do silników, po bokach dymnicy oraz szeroko rozsunięte na boki cylindry. Palenisko kotła było dość duże, ulokowane dopiero za ostatnią osią, co umożliwiało spalanie gorszych gatunków węgla. Piasecznica podawała piasek przed drugą oś wiązaną.
Ostoja parowozu była wewnętrzna. Trzecia oś wiązana była silnikowa; ostatnia czwarta oś miała możliwość przesuwu na boki o 13 mm w każdą stronę w celu ułatwienia pokonywania łuków. Stały rozstaw osi wynosił 2550 mm, a rozstaw osi skrajnych 3900 mm.
Parowóz miał rozrząd Goocha, umieszczony wewnątrz ostoi.
Lokomotywa mogła pokonywać łuki o promieniu 100 m. Mogła ciągnąć pociąg o masie 500 ton na pochyłości 10‰ z prędkością 15 km/h lub o masie 200 ton na pochyłości 25‰ z prędkością 12 km/h.